# 平丘夫縣

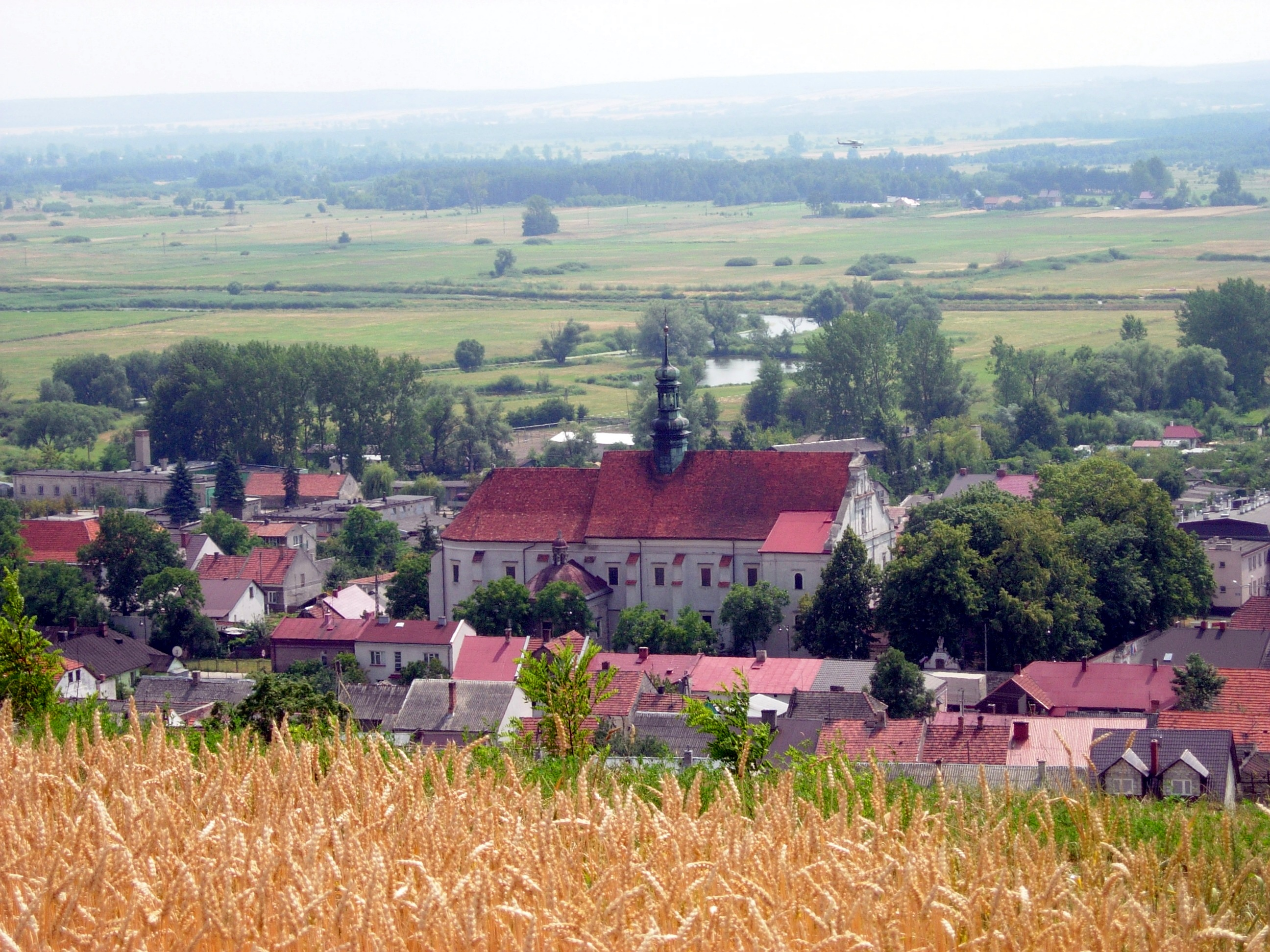

50°32′N 20°32′E / 50.533°N 20.533°E
平丘夫縣（波蘭語：Powiat pińczowski），是波蘭的縣份，位於該國中部，由聖十字省負責管轄，首府設於平丘夫，面積611平方公里，2006年人口42,127，人口密度每平方公里69人。